# Château de Marçay
Ne doit pas être confondu avec Château de Marsay.
Le château de Marçay est un château situé dans la commune de Marçay, dans le département français d'Indre-et-Loire.
Le château d'origine date du XVe siècle ; il est largement détruit à la fin du XVIe siècle mais presque aussitôt reconstruit. Ses toitures et ses façades sont inscrites comme monument historique en 1963.

## Localisation
Le château se situe au nord du bourg, dans la partie septentrionale du territoire communal.

## Historique
Au XIIIe siècle le fief du château de Marçay, bien que situé dans la paroisse de Marçay, ne dépend pas, comme cette châtellenie, des archevêques de Tours : il est rattaché à Loudun.
Le château est une forteresse construite au XVe siècle. En 1597, il est dévasté et partiellement détruit dans le cadre des guerres de Religion par les belligérants comme par les paysans des environs venus s'y réfugier avec leur bétail. Les dégâts, sans doute très importants mais qui ont épargné les deux tours rondes du logis principal, sont rapidement réparés vers l'an 1600.
D'importants remaniements ont lieu entre 1890 et 1914. Les façades et les toitures du château sont inscrites comme monument historique par arrêté du 7 février 1963.

## Description
Le château se compose d'un corps de logis principal orienté ouest-est. Il est flanqué, à ses deux extrémités, d'une tour fortifiée. À partir de ces tours, deux courtes ailes font retour vers le sud. Des vestiges de douves sont encore visibles à l'est du logis principal. Des communs, à l'ouest et au nord, complètent le dispositif et encadrent les terrasses de la basse-cour.
Les deux tours, vestiges du château médiéval, sont percées de meurtrières ; elles possèdent à leur sommet un chemin de ronde couvert avec des mâchicoulis et sont couvertes en poivrière. Entre elles, le corps de logis comporte deux étages et un comble éclairé par des lucarnes au-dessus du rez-de-chaussée. Chacune des deux ailes, au sud, se termine par une tourelle polygonale.

## Pour en savoir plus